# Can Draper (Sant Feliu de Buixalleu)
Can Draper és una masia de Sant Feliu de Buixalleu (Selva) protegida com a Bé Cultural d'Interès Local.

## Descripció
Masia aïllada, situada al nucli de Gaserans. Està formada per planta baixa i pis, i hi ha diverses construccions annexes. Coberta a doble vessant amb teula àrab.
Totes les obertures són en arc de llinda, excepte una d'estil gòtic en arc conopial amb un element floral esculpit i altres elements florals a les impostes, i un altre just al cantó d'un rellotge solar amb un arc de llinda amb ondulacions esculpides. La façana està molt deteriorada, i l'arrebossat deixa veure el treball de maçoneria.

## Història
L'origen del nom (draper) prové de l'ofici de la família (drapaires) que es varen establir a la masia actual. El primer document que trobem sobre la família Draper és del 1225.
Cal esmentar que l'únic cop, al llarg de la història de la casa, en què no hi va haver descendència masculina, l'hereva va conservar el nom Draper per privilegi del rei (pagament d'uns drets). Fins a l'any 1813 no hi va haver masovers, que és quan la família es va traslladar a Sant Celoni.
Al segle xix la casa s'amplià pels laterals, tot i que l'estructura original fou conservada.